# Katherine Porto
Katherine Porto Molinares (Cartagena de Indias, 31 de enero de 1977) es una actriz y presentadora de televisión colombiana. actualmente tiene un Podcast en Plataformas Digitales.

## Filmografía

### Televisión
| Año       | Título                        | Personaje        | Canal               |
| --------- | ----------------------------- | ---------------- | ------------------- |
| 2022-2024 | Primate                       | Mariana Montoya  | Prime Video         |
| 2022      | Pasión de gavilanes           | Romina Clemente  | Telemundo           |
| 2021      | Mano dura                     | Raquel           | Telecaribe          |
| 2019      | Bolívar                       | Nicolasa Ibáñez. | Caracol Televisión. |
| 2019      | Un bandido honrado            | Jopini.          | Caracol Televisión. |
| 2015      | La esquina del diablo         | Raquel Guillén.  | UniMás.             |
| 2014      | Manual para ser feliz         | Daniela          | Canal RCN.          |
| 2014      | La viuda negra                | Susana.          | UniMás.             |
| 2013      | La prepago                    | Erika.           | Canal RCN.          |
| 2011      | Amar y temer                  | Catalina.        | Caracol Televisión. |
| 2011      | Los herederos Del Monte       | Adela.           | Telemundo.          |
| 2010      | La diosa coronada             | Norida Beltrán.  | Telemundo.          |
| 2010      | Tierra de cantores            | Rosaura.         | Caracol Televisión. |
| 2008      | ¿Quién amará a María?         | Marcia.          | Caracol Televisión. |
| 2008      | Mujeres asesinas              | Sandra.          | Canal RCN.          |
| 2006-2007 | Hasta que la plata nos separe | Susana Rengifo.  | Canal RCN.          |
| 2004-2005 | La viuda de la mafia          | Ximena Ramírez.  | Canal RCN.          |

## Cine
- Uno al año no hace daño 2 (2015).
- Uno al año no hace daño (2014).
- El jefe (2011) en el personaje de Ángela

## Programas
- Microdosis de Amor Propio (2023).   (Plataformas Digitales)
- Tu cara me suena (2015). (Caracol Televisión)
- La isla de los famosos: una aventura pirata (2004). (RCN Televisión)
- También caerás (2003 - 2004). (Caracol Televisión)

## Premios y nominaciones

### Premios TvyNovelas
| Año  | Categoría                        | Telenovela o Serie            | Resultado |
| ---- | -------------------------------- | ----------------------------- | --------- |
| 2015 | Mejor actriz de reparto de serie | La viuda negra                | Nominada  |
| 2014 | Mejor actriz de reparto de serie | La prepago                    | Nominada  |
| 2011 | Mejor actriz antagónica de serie | Tierra de cantores            | Nominada  |
| 2007 | Mejor actriz de reparto          | Hasta que la plata nos separe | Nominada  |

### Premios India Catalina
| Año  | Categoría                | Telenovela o serie   | Resultado |
| ---- | ------------------------ | -------------------- | --------- |
| 2005 | Mejor revelación del año | La viuda de la mafia | Nominada  |

### Premios Talento Caracol
| Año  | Categoría     | Telenovela o Serie | Resultado |
| ---- | ------------- | ------------------ | --------- |
| 2015 | Mejor Villana | La viuda negra     | Nominada  |